# Henri Alain Liogier
Henri Alain Liogier, även känd som Brother Alain, född den 31 januari 1916, död den 9 november 2009 i Fort Worth, Texas, var en fransk botaniker, utbildare och präst. Han publicerade arbeten om floran på Kuba, Hispaniola och Puerto Rico som blev grunden för den botaniska vetenskapen i Karibien. Under sitt livsarbete beskrev han över 300 växtarter som alla finns bevarade på New York Botanical Gardens herbarium.
Auktorsnamnet Alain kan användas för Henri Alain Liogier i samband med ett vetenskapligt namn inom botaniken; se Wikipediaartiklar som länkar till auktorsnamnet.